# Ramal de Balneario Ostende
| O&K-Lokomotive der Dampfstraßenbahn, März 1913                                |                     |               |               |
| Streckenverlauf der in der Nähe verlaufenden Bahnen                           |                     |               |               |
| Streckenlänge:                                                                | 3 km                |               |               |
| Spurweite:                                                                    | 600 mm (Schmalspur) |               |               |
|                                                                               |                     |               |               |
| \| \| 0 \| Colonia Tokio \| Colonia Tokio \| \| \| 3 \| Ostende \| Ostende \| |                     |               |               |
| Kopfbahnhof Streckenanfang (Strecke außer Betrieb)                            | 0                   | Colonia Tokio | Colonia Tokio |
| Kopfbahnhof Streckenende (Strecke außer Betrieb)                              | 3                   | Ostende       | Ostende       |

Die Ramal de Balneario Ostende oder umgangssprachlich Decauville de Ostende war eine 3 km lange Schmalspurbahn durch die Dünen zum Badeort Ostende bei Pinamar in Argentinien, die 1913 offiziell in Betrieb genommen wurde.

## Lage und Geschichte
Die Ferrocarril del Sud hat 1908 eine Haltestelle mit dem Namen Estación Juancho auf dem Grundstück von José Guerrero, etwa 30 km vom Meer entfernt in Betrieb genommen. Die Pioniere Ferdinand Robette aus Belgien und Agustín Poli aus Italien erwarben daraufhin ein 14 km² großes Grundstück in dem Dünengebiet zwischen General Madariaga und Ostende, das als Montes Grandes de Juancho bezeichnet wurde. Ab 1909 arbeitete eine belgische Firma unter der Leitung von Ferdinand Robette an dem ehrgeizigen Projekt, das Gebiet städtebaulich zu entwickeln und nach dem Vorbild der europäischen Kurorte touristisch nutzbar zu machen, wofür japanische Arbeitnehmer, die 1 km entfernt wohnten, beschäftigt wurden.
Die Belgier nannten den Ort Ostende, denn es erinnerte sie an das Seebad an der Nordsee. Die elegante aber nicht luxuriöse Urbanisierung umfasste eine 50 m breite Allee, ein Hotel und einen Kursaal sowie eine Promenade mit Säulen und Balustraden, die nicht fertig geworden ist und deren Zinnen heute noch im Sand erkennbar sind.
Um das Gelände zu erschließen, verlegten sie mit fliegendem Gleis eine Schmalspurbahn, die 1913 feierlich in Betrieb genommen wurde und mit einer O&K-Dampflokomotive betrieben wurde.

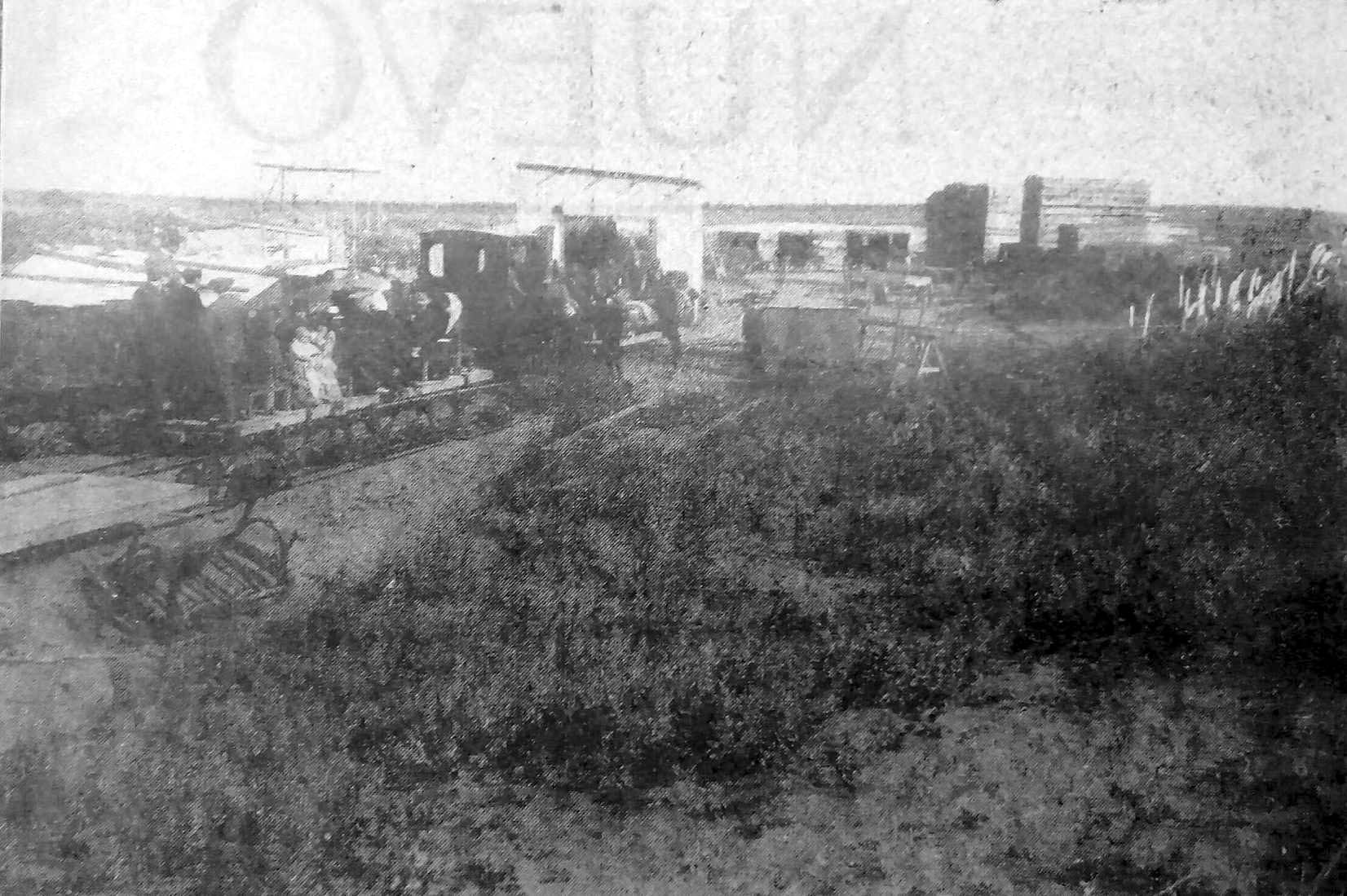
Anfang der Strecke in Colonia Tokio
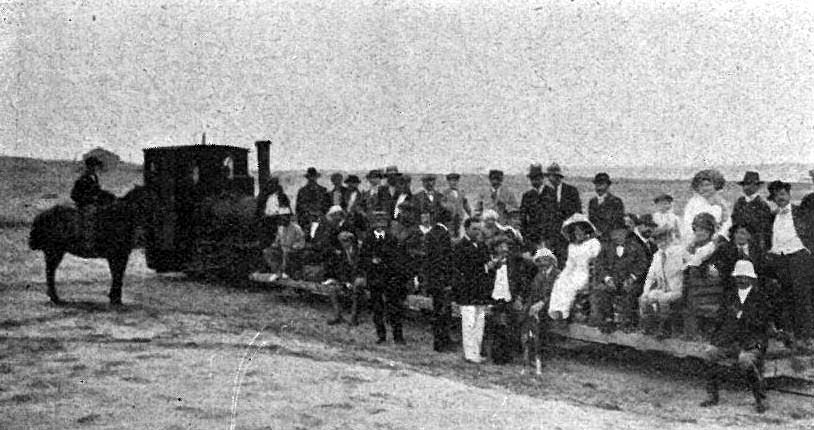
März 1913
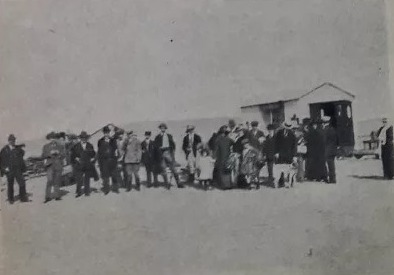
April 1913
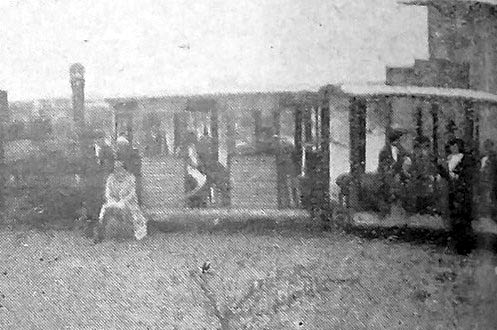
Oktober 1914
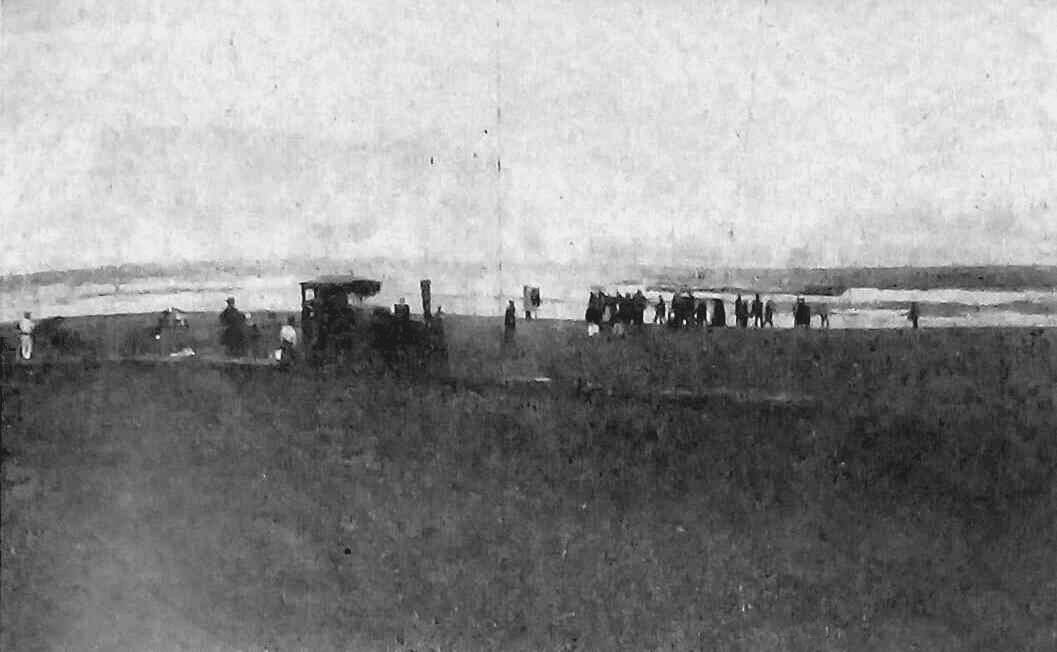
Ende der Strecke am Strand, März 1913